# Орлівська сільська рада (Красноперекопський район)
Орлі́вська сільська́ ра́да — адміністративно-територіальна одиниця та орган місцевого самоврядування у Красноперекопському районі Автономної Республіки Крим. Адміністративний центр — село Орлівське.

## Загальні відомості
- Населення ради: 2 300 осіб (станом на 2001 рік)

## Населені пункти
Сільській раді підпорядковані населені пункти:
- с. Орлівське
- с. Знам'янка
- с. Новомиколаївка
- с. Шатри

## Склад ради
Рада складається з 16 депутатів та голови.
- Голова ради: Цуканова Наталя Вікторівна
- Секретар ради: Туленкова Марія Василівна

### Керівний склад попередніх скликань
| Прізвище, ім'я, по батькові | Основні відомості                                                                     | Дата обрання | Дата звільнення |
| --------------------------- | ------------------------------------------------------------------------------------- | ------------ | --------------- |
| Сургай Ніна Василівна       | Сільський голова, 1951 року народження, член Партії «Союз»                            | 26.03.2006   | 31.10.2010      |
| Цуканова Наталя Вікторівна  | Сільський голова, 1962 року народження, освіта незакінчена вища, член Партії регіонів | 31.10.2010   |                 |

Примітка: таблиця складена за даними сайту Верховної Ради України

### Депутати
За результатами місцевих виборів 2010 року депутатами ради стали:

#### За суб'єктами висування
| Суб'єкт висування | Кількість обраних депутатів | %  |
| ----------------- | --------------------------- | -- |
| Партія регіонів   | 12                          | 75 |
| Самовисування     | 4                           | 25 |

#### За округами
| № округу        | Прізвище, ім'я, по батькові   | Дата визнання обраним | Освіта  | Партійна приналежність | Відомості про обраного депутата                 |
| --------------- | ----------------------------- | --------------------- | ------- | ---------------------- | ----------------------------------------------- |
| Партія регіонів |                               |                       |         |                        |                                                 |
| 1               | Курович Олена Мефодіївна      | 01.11.2010            | вища    | позапартійна           | Красноперекопське БУ-12, бухгалтер              |
| 2               | Щесюк Зоя Геннадіївна         | 01.11.2010            | вища    | член Партії регіонів   | пенсіонер                                       |
| 3               | Гайко Валентина Борисівна     | 01.11.2010            | середня | член Партії регіонів   | Красноперекопський РЕС, контролер               |
| 5               | Медведєва Лариса Афанасіївна  | 01.11.2010            | вища    | член Партії регіонів   | Орлівська загальноосвітня школа, бібліотекар    |
| 6               | Німетулаєва Гульшен Решатівна | 01.11.2010            | вища    | член Партії регіонів   | Орлівська сільська рада, бухгалтер              |
| 8               | Гамілова Ірина Сергіївна      | 01.11.2010            | середня | член Партії регіонів   | Орлівська сільська рада, головний бухгалтер     |
| 10              | Колбасюк Жанна Євгенівна      | 01.11.2010            | вища    | позапартійна           | Орлівська загальноосвітня школа, вчитель фізики |
| 11              | Карпенко Оксана Олександрівна | 01.11.2010            | середня | позапартійна           | тимчасово не працює                             |
| 12              | Лайко Василь Васильович       | 01.11.2010            | вища    | член Партії регіонів   | Орлівське ВПЗ, начальник                        |
| 13              | Заітов Едем Сабрійович        | 01.11.2010            | середня | позапартійний          | Шатринський сільський клуб, завідувач           |
| 15              | Романченко Наталя Вікторівна  | 01.11.2010            | середня | позапартійна           | Джанкойське ОАО «Новатор», приймальник сировини |
| 16              | Петринчук Олена Анатоліївна   | 01.11.2010            | середня | позапартійна           | тимчасово не працює                             |
| Самовисування   |                               |                       |         |                        |                                                 |
| 4               | Деркач Василь Петрович        | 01.11.2010            | вища    | член Народної партії   | Красноперекопське РАЙПО, продавець              |
| 7               | Туленкова Марія Василівна     | 01.11.2010            | вища    | член Партії «Союз»     | Орлівська сільська рада, секретар               |
| 9               | Алієв Ернест Алімович         | 10.01.2011            | вища    | позапартійний          | тимчасово не працює                             |
| 14              | Муратов Темур Закірович       | 01.11.2010            | вища    | позапартійний          | Красноперекопське ОСМП, фельдшер                |